# Schizidium delmastroi
Schizidium delmastroi is een pissebed uit de familie Armadillidiidae. De wetenschappelijke naam van de soort is voor het eerst geldig gepubliceerd in 2004 door Helmut Schmalfuss, Paragamian & Spyros Sfenthourakis.